# Sofia I av Gandersheim
Sofia I av Gandersheim, född 975, död 1039, var en tysk abbedissa. Hon var regerande furstlig abbedissa av stiftet Gandersheim mellan 1002 och 1039 och Stift Essen 1011–1039. var ett kejserligt kloster med Landeshoheit, något som gjorde dess föreståndare till en monark och gav klostret status som en stat.
Sophia I stod nära sin bror Otto III, och under hans regeringstid som myndig lämnade hon ofta klostret och reste omkring med sin bror i Tyskland och Italien och skaffade sig ett brett kontaktnät. När hennes bror avled barnlös 1001 och en ny efterträdare skulle väljas, deltog hon i egenskap av furstinna adelsmötet tillsammans med sin syster Adelheid I; deras stöd var avgörande för att Henrik II segrade i valet framför markgreven av Meissen.